# Getargel
Getargel – wieś w Armenii, w prowincji Kotajk. W 2011 roku liczyła 748 mieszkańców.